# Потенот, Лоран
Лоран Потенот (фр. Laurent Pothenot; 1660 — 31.8.1732) — французский математик и инженер, академик Парижской академии наук, профессор престижного научно-исследовательского института Коллеж де Франс.
Лоран Потенот принимал участие в триангуляции Д. Кассини, начатой в 1683 году. Вместе с Лаиром занимался нивелировкой реки Эр в рамках идеи перенаправить эту реку в Версаль. В окрестностях города Ментенон сохранились остатки акведуков, построенных для этого незавершённого проекта.
Имя Потенота получила классическая геодезическая задача нахождения местоположения точки по трём известным ориентирам, если известны их координаты и азимуты, под которыми эти ориентиры наблюдаются из искомой точки.